# Norbert Jokl

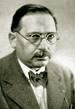
Norbert Jokl

Norbert Jokl (* 25. Februar 1877 in Bisenz, Österreich-Ungarn; † nach 6. Mai 1942 auf dem Weg nach oder in Maly Trostinec) war Albanologe und Bibliothekar. Er gilt als einer der Gründer der Albanologie.

## Leben
Jokl entstammte einer jüdischen Kaufmannsfamilie aus Südmähren. Nach Abschluss des Gymnasiums studierte er in Wien Rechtswissenschaften und wurde 1901 mit summa cum laude promoviert. 1903 trat er in die Universitätsbibliothek Wien ein und begann ein Studium der Sprachwissenschaften (Indogermanistik, Slawistik und Romanistik), welches er bei Paul Kretschmer, Vatroslav Jagić und Wilhelm Meyer-Lübke betrieb und 1908 mit dem Doktorgrad abschloss. 1907 begann er, die damals kaum erforschte albanische Sprache autodidaktisch zu lernen. Er widmete ihr fortan sein Leben.
1912 wurde Jokl zum Privatdozenten für die „Indogermanische Sprachwissenschaft mit besonderer Berücksichtigung des Albanesischen, Baltischen und Slavischen“ ernannt. 1913 erhielt er die Venia legendi in diesem Fach, 1923 folgte eine außerordentliche Universitätsprofessur. Er betreute das Referat für allgemeine, indogermanische und finnisch-ugrische Sprachwissenschaft an der Universitätsbibliothek Wien und war außerdem an der Bibliothek für die gesamte slawische, baltische und albanische Philologie zuständig. 1937 reiste er zum ersten Mal nach Albanien, wo er um seine Verdienste für die albanische Sprache ausgezeichnet wurde. Jokl verfasste 67 wissenschaftliche Arbeiten und hielt 42 Vorlesungen. Bis 1939 betreute er unter anderem die albanologische Sektion des „Indogermanischen Jahrbuchs“ und verfasste auch fünf Beiträge für diese Zeitschrift.
Nach Aussage Georg Soltas, eines Schülers Jokls, lebte der Junggeselle Jokl allein, pflegte kaum gesellschaftliche Kontakte und widmete sich hauptsächlich seiner Arbeit und der Wissenschaft. In einem Lebenslauf, den Jokl anlässlich seines Ansuchens um die Privatdozentur verfasst hatte, schrieb er: „Ich bin jüdischen Glaubens. Meine Muttersprache und Nationalität ist die deutsche.“
Vor dem Hintergrund der Nürnberger Rassengesetze und des Anschlusses wurde Jokl 1938 seines Dienstes enthoben und in den Ruhestand versetzt. Noch im Jahr davor war ihm für seine Verdienste als Bibliothekar der Hofratstitel verliehen worden. In der folgenden Zeit erhielt er mit Ausnahme seines Schülers Solta von seinen Kollegen keine Unterstützung. Obwohl er als zurückgezogener Gelehrter galt und es vermieden hatte, sich politisch zu exponieren, wurde sein 1939 gestellter Antrag auf „gnadenweise Gleichstellung mit Mischlingen ersten Grades“ im Jahr 1940 abfällig beschieden. Jokls Versuche, im Ausland, vor allem in den USA, eine neue Existenzgrundlage zu finden, blieben erfolglos.
Nach der Annexion Albaniens durch Italien im Jahr 1939 versuchte der italienische Albanologe Carlo Tagliavini, einen Umzug Jokls samt seiner wissenschaftlichen Bibliothek nach Albanien zu organisieren. Das italienische Unterrichtsministerium stellte Jokl eine mit 600 Goldfranken pro Jahr dotierte Stelle als „Organisator der Bibliotheken Albaniens“ in Aussicht, doch der Plan scheiterte, weil Jokl keine Ausreisegenehmigung erhielt.
Am 2. März 1942 wurde Jokl in seiner Wohnung in Wien-Neubau, Neustiftgasse 67–69, von der Gestapo festgenommen und in das Sammellager Wien-Leopoldstadt, Castellezgasse 35, gebracht. Aus Deportationslisten des Dokumentationsarchivs des österreichischen Widerstandes geht hervor, dass Jokl am 6. Mai 1942 in das Vernichtungslager Maly Trostinez transportiert wurde und er entweder auf dem Weg dorthin oder erst im Lager ums Leben kam. Es existieren zu Jokls Tod jedoch mehrere Versionen: Selbstmord (im Sammellager), um der Verschickung nach Polen zu entgehen; Tod durch Misshandlung in der Wiener Rossauer Kaserne, wohin Jokl kurz vor dem Transport nach Polen überstellt worden war; (ohne Tatort:) Ermordung durch die Gestapo (der an Jokls Tod Schuldige soll vor dem 22. Jänner 1948 erhängt worden sein).
Jokl hatte seine albanologische Bibliothek und seinen Nachlass dem Staat Albanien vererbt. Dessen ungeachtet wetteiferten Viktor Christian (1885–1963), Dekan der philosophischen Fakultät der Universität Wien, und Paul Heigl, Direktor der Nationalbibliothek, bei den Behörden um die Sicherstellung dieser für die „reichsdeutsche Forschung“ äußerst wertvollen Bestände. Heigl hatte dabei mehr Erfolg, die Bibliothek und der Nachlass wurden der Nationalbibliothek 1942 „leihweise überlassen“. 1946 behielt die Österreichische Nationalbibliothek die Bestände mit der Begründung, dass Jokl keine anspruchsberechtigten Verwandten hinterlassen hatte. Von den ursprünglich mehr als 3.000 Büchern sind heute nur mehr rund 200 identifizierbar. Jokls Lebenswerk, eine mit handschriftlichen Nachträgen versehene Ausgabe des Etymologischen Wörterbuchs des Albanischen von Gustav Meyer, ist unauffindbar.
Am 29. April 1982 beschloss der Senat der Universität Wien, Jokl (als einzigen Bibliothekar) auf der Ehrentafel in der Aula der Universität Wien namentlich einzutragen.

## Auswahl von Werken
- Studien zur albanischen Etymologie und Wortbildung. Hölder, Wien 1911.
- A(lessander) Brückner: Slavisch-Litauisch. ---: Albanisch. Strassburg 1917.
- Das Finnisch-Ugrische als Erkenntnisquelle für die ältere indisch-germanische Sprachgeschichte (Festschrift für Baudouin de Courtenay, 1921).
- Voks albanesische Liedersammlung mit sprachwissenschaftlich-sachlichen Erläuterungen versehen, 1921.
- Linguistisch-kulturhistorische Untersuchungen aus dem Bereiche des Albanesischen. De Gruyter, Berlin (u. a.) 1923.
- Albaner, Sprache (Reallexikon der Vorgeschichte, hrsg. von M. Ebert, 1924).
- Südslavische Wortstratographie und albanische Lehnwortkunde. Makedonskija Naučen Inst., Sofija 1933. S. 119–146.
- Zur Ortsnamenkunde Albaniens. In: Zeitschrift für Ortsnamenforschung, 10, 2. Oldenbourg, München (u. a.) 1934. S. 181–206.
- Zur Lehre von den alb.-griech. Teilgleichungen. In: Revue internationale des études balkaniques, 1. Inst. balkanique, Beograd 1934, S. 46–64.
- Zu den lateinischen Elementen des albanischen Wortschatzes. In: Glotta, Bd. 25, 1/2. Vandenhoeck & Ruprecht, Göttingen 1936. S. 121–134.
- Balkanlateinische Untersuchungen. In: Revue internationale des études balkaniques, 3. Inst. balkanique, Beograd 1936, S. 44–82.
- Sprachliche Beiträge zur Paläo-Ethnologie der Balkanhalbinsel. (Zur Frage der ältesten griechisch-albanischen Beziehungen.) Aus dem Nachlaß hrsg. v. Oskar E. Pfeiffer. Mit einem Vorw. v. Georg R. Solta. Österr. Akad. d. Wiss. Phil. -hist. Kl. Schriften d. Balkankommission. Linguistische Abt., 29. Wien 1984.